# Corleone
Corleone este un oraș în provincia Palermo, Italia. El se află situat la altitudinea de 600 m, ocupă suprafața de 229 km² și are în anul 2009 o populație de 11.373 loc. cu o densitate de 50 loc./km². Denumirea orașului Corleone tradus ar fi Inimă de leu, el fiind considerat un centru al organizației secrete Mafia.

## Date geografice
Corleone se află amplasat la șoseaua SS 118, la 60 km sud de Palermo, în apropiere de trecătoarea Monti Sicani, între orașele Palermo și Agrigent. Localități vecine sunt Bisacquino, Campofelice di Fitalia, Campofiorito, Chiusa Sclafani, Contessa Entellina, Godrano, Mezzojuso, Monreale, Palazzo Adriano, Prizzi și Roccamena.

## Istoric
Corleone este o localitate cunoscută deja din perioada secolulului VII î.e.n. din perioada antică romană. Prin poziția lui strategică și geografică a fost o reședință a principilor Siciliei. În anul 840 este cucerit de arabi, iar în anul 1072 de normanzi. Prin secolul XIII Corleone cunoaște o perioadă de înflorire. Împreună cu Palermo orașul se aliază contra regelui Neapolului Carlo d'Angiò (1227-1285). Din această perioadă a vecerniilor siciliene, steagul Siciliei conțin culorile galben și roșu.

## Demografie
Corleone - evoluția demografică

|  | Graficele sunt indisponibile din cauza unor probleme tehnice. Mai multe informații se găsesc la Phabricator și la wiki-ul MediaWiki. |

Date: Recensăminte sau birourile de statistică - grafică realizată de Wikipedia

## Personalități născute aici
- Tommy Gagliano (1884 - 1951), gangster italoamerican.